# Shayne Lamas
Shayne Dahl Lamas (n. 6 noiembrie 1985 în Malibu, California) este o actriță americană. Este cunoscută pentru rolul său din Carly Corinthos pe General Hospital (2005) și este cunoscută ca fiind persoana care a câștigat al douăsprezecelea sezon al The Bachelor.

## Filmografie
- 1999: Air America ca Flight attendant (1 episod)
- 2003 - 2005: General Hospital ca Young Carly Jacks (flcahbacks)
- 2006: Monster Night ca Poker babe #1
- 2008: The 13th Alley ca cahley
- 2009: Deep in the Valley ca Candi
- 2009: Leave it to Lamas ca Herself (4 episodes)
- 2010: In The Pines ca Maggie (in production)